# Sano, Tochigi
Sano (佐野市 Sano-shi) là một thành phố thuộc tỉnh Tochigi, Nhật Bản.